# واقعی (فیلم ۲۰۱۷)
واقعی (به کره‌ای: 리얼) نام فیلم کره‌ای محصول سال ۲۰۱۷ در ژانر جنایی، معمایی، هیجان انگیز، اکشن و نئو نوآر است که بر اساس شخصیت‌های کمیک بوک ابرقهرمانان وب‌تون مانهوا توسط کمیک تی‌ام‌اس ساخته شده‌است. فیلم واقعی توسط لی جونگ ساب نویسندگی و توسط لی سارانگ کارگردانی شده‌است. این فیلم ۱۳۷ دقیقه‌ای در ۲۸ ژوئن ۲۰۱۷ در کره‌جنوبی اکران شد. از ستارگان این فیلم می‌توان به کیم سو هیون، سونگ دونگ ایل، لی سونگ مین، سولی (آخرین فیلم او بود) و جو وو جین اشاره کرد همچنین آی‌یو و سوزی دو ستاره دیگر کره‌ای نیز در این فیلم به عنوان بازیگر مهمان حضور دارند.

## خلاصهٔ داستان
قبل اینکه رئیس گروه "جانگ ته یونگ" (کیم سو هیون) بتواند کازینوی خودش رو در "سیتسا" باز کند، "جو وون گون" (سونگ دونگ ایل) تیریالدر ادعای مالکیت آن زمین را می‌کند. جانگ ته یونگ دنبال سرمایه‌گذار دیگه‌ای می‌گردد. از طرف دیگر جانگ ته یونگ که از شخصیتی کاملاً متفاوت که درونش نهفته است ناراحت است تصمیم می‌گیرد از دکتر چوی جین کی (لی سونگ مین) کمک بگیرد. دکتر چوی جین کی برای اینکه جانگ ته یونگ از شر شخصیت دیگرش خلاص شود، طرحی پیچیده ارائه می‌دهد که جانگ ته یونگ از آن پیروی می‌کند، اما عواقب غیر منتظره‌ای در پی دارد. آنچه در ادامه به وجود می‌آید، نبرد بین جانگ ته یونگ واقعی و جعلی است.

## بازیگران

### اصلی
- کیم سو هیون در نقش جانگ ته یونگ[۷]
- سونگ دونگ ایل در نقش جو وون گون
- لی سونگ مین در نقش دکتر چوی جین کی[۸]
- سولی در نقش سونگ یو هوا
- جو وو جین در نقش سا دوجین

### مکمل
- لی گیونگ یونگ در نقش نو یوم
- کیم هونگ پا در نقش چویی ناک هیون
- هان جیون در نقش هان یئون
- رایچ تینگ در نقش ریو گیل سو
- چوی کوون در نقش رئیس گروه باک
- پارک گیونگ ری در نقش پیشخدمت رستوران
- جونگ این گیوم در نقش استاد کیم
- لی سانگ هون
- یون جی کیون
- هیون بونگ شیک در نقش گانگستر چینی
- کو کیو پیل در نقش سر کچل
- لی هوان در نقش جفت جانگ تائه یونگ
- جونگ جه سونگ در نقش بیمار
- لیم هیون جو
- کندی در نقش الکس
- چوی ناک هیون
- جونگ چان وو در نقش رئیس جمهور
- کیم کیو هیون در نقش هولستر
- شین می یونگ در نقش مراقب
- یون کیونگ هو در نقش دلال
- اوه جی یونگ در نقش مکان قمار خصوصی خانم
- کیم هه هوا در نقش ایم را هی کره ای در چین
- هان دام هی در نقش  مهمان وی‌آی‌پی سیستا
- کیم یون بائه در نقش گانگستر چاین تاون
- هوانگ سونگ جون در نقش معتاد اتاق مخفی
- پارک مین جونگ در نقش پرستار
- لی تائه هیونگ در نقش آرایشگر
- کیم سئو ها در نقش دادستان بخش خصوصی
- کیم سی یئون در نقش کارمند اداره مهاجرت
- جونگ یی سو در نقش معتاد باشگاه مخفی اتاق

### بازیگران مهمان
- به سوزی در نقش تتوکار[۹][۱۰]
- آی‌یو در نقش راهنمای مراسم جوایز[۱۱]
- پارک سو جون در نقش مرد با لباس محافظ
- کیم دا سوم در نقش درمانگر توانبخشی
- آن سو هی در نقش کارگر اتاق خیاطی چاین تاون
- نام کیونگ در نقش خانم جین
- سون هیون جو در نقش بیمار معلول
- پارک مینها در نقش سیستا در خدمت پری

## تولید
- در ۱۲ اکتبر ۲۰۱۵، علی بابا پیکچرز برای تأمین بودجه این فیلم توافقنامه‌ای در بیستمین جشنواره بین‌المللی فیلم بوسان امضا کرد.[۱۲] گروه بهشت نیز با ۷ میلیون دلار بیشتر بر روی این فیلم سرمایه گذاری کرد همچنین این فیلم در تفریحگاه شرکت در شهر بهشت فیلمبرداری شده است.[۱۳][۱۴]
- بازیگر هان جیون بعد از گذر از تست هنرپیشگی از بین ۴۲۰۰۰ استعداد به عنوان نقش هان یئون انتخاب شد.[۱۵]
- فیلمبرداری از ۳ ژانویه ۲۰۱۶ آغاز شد و در تاریخ ۳۰ ژوئن ۲۰۱۶ در شهر بهشت، واقع در یونگجونگدو، اینچئون به پایان رسید.[۱۶][۱۷]
- کارگردان لی جونگ ساب از این فیلم کنار رفت و فیلمساز اول لی سارانگ، صاحب شرکت تولیدی فیلم واقعی جایگزین آن شد.[۱۸]

## پخش
- فیلم واقعی ابتدا به صورت سینمایی در تاریخ ۲۸ ژوئن ۲۰۱۷ روی پرده رفت و سپس به صورت دیجیتالی در اواسط ژوئیه ۲۰۱۷ در کره منتشر شد.
- تایوان اولین کشور خارج از کره است که فیلم سینمایی واقعی را پخش کرد این فیلم در ۴ اوت ۲۰۱۷ منتشر شد.[۱۹]
- فیلم سینمایی واقعی در ۱۶ نوامبر ۲۰۱۷ در هنگ کنگ پخش شد.
- در ژاپن فیلم واقعی در ۱۴ آوریل ۲۰۱۸ پخش شد.

## اقتباس
در تاریخ ۲۸ دسامبر سال ۲۰۱۷ کمپانی کوو پیکچرز اقتباس تلویزیونی از این فیلم را اعلام کرد. طبق گفته شرکت تولیدی فیلم واقعی، فیلمنامه در سال ۲۰۱۷-۲۰۱۸ نوشته خواهد شد و این درام در سال ۲۰۱۹ تولید می‌شود.

## بازخورد
- فیلم واقعی در طول انتشار اولیه نقدهای منفی را دریافت کرد.[۲۰] بررسی ماکس‌موویی اظهار داشت: با وجود اینکه کیم سو هیون به جفت نقش‌هایش عدالت می‌دهد اما طرح اصلی فیلم غیرقابل شناسایی است همچنین علاوه بر اینکه صحنه‌های اکشن آن کسل کننده است تدوین و جلوه‌های ویژه آن نیز آماتور است.[۲۱] یکی از منتقدان احساس کرد که این داستان گیج کننده است و این فیلم را "یکی از مخوف‌ترین فیلم‌هایی که تاکنون ساخته شده" نامگذاری کرد.[۲۲]
- یکی از منتقدان فیلم واقعی را "آینده اردوگاه فرقه کلاسیک" اعلام می‌کند که "معامله‌ای واقعی" است.[۲۳] جشنواره فیلم سیتخس، یکی از مهمترین جشنواره‌های بین‌المللی جهان که در زمینه فیلم‌های فانتزی و ترسناک تخصص دارد، فیلم سینمایی واقعی را در فهرست ۲۰۱۷ خود گنجانده است.[۲۴] به گفته‌ی کیم سو هیون فیلم واقعی یک ماجراجویی تجربی بود نه فیلمی ماندگار که بیننده‌ها عاشق آن شوند.[۲۵] با این وجود در پایان "یا آن را دوست داشته یا از آن متنفر خواهید شد" هیچ انکاری نیست که فیلم واقعی "یکی از منحصر به فردترین فیلم‌های کره‌ای است که طی سال‌ها ظهور کرده است.[۲۶]
- هنگامی که فیلم واقعی در تلویزیون دیجیتال کابل وی‌اودی و آی‌پی تی‌وی در کره‌جنوبی منتشر شد در نسخه اولیه خود در صدر جدول قرار گرفت. این فیلم برخلاف عملکرد باکس آفیس خود، در نمودار وی‌اودی بسیار منطقی بود در حالی که فقط از اواسط ماه ژوئیه از طریق پلت فرم وی‌اودی اکران شد، این فیلم در نمودار کلی ژوئیه ۲۰۱۷ کاملاً بالا قرار گرفت.[۲۷][۲۸][۲۹]
- فیلم واقعی پس از پخش در تایوان در اوایل ماه اوت، نظرهای مثبتی را دریافت کرد. منتقدان بازیگری کیم سو هیون را ستودند و اعلام کردند که هر دو شخصیت اصلی، با وجود اینکه یکسان به نظر می‌رسند اما با استفاده از زبان بدن، سبک به‌خصوص نویسنده و صداگذاری به راحتی متمایز می‌شوند.[۳۰]
- منتقدان فیلم کره‌ای انتقاد کننده/ وبلاگ نویس پیرس کانران فیلم واقعی را بخاطر اصالت و منحصر به فرد بودنش در لیست ۱۵ فیلم برتر کره‌ای ۲۰۱۷ قرار داد.[۳۱]

## باکس آفیس
- فیلم واقعی در اولین هفته انتشار در تایوان، بیش از ۱ میلیون دلار ان‌تی‌دی (دلار جدید تایوان) به‌دست آورد. در آن زمان بالاترین هفته فروش گیشه  فیلم کره‌ای بود.[۳۲]
- تا به امروز، فیلم واقعی بیش از ۴.۷ میلیون دلار ان‌تی‌دی در تایوان کسب کرده است.[۳۳]